# Chresiona invalida
Espèce
Synonymes
- Cybaeus invalidus Simon, 1898

Chresiona invalida est une espèce d'araignées aranéomorphes de la famille des Macrobunidae.

## Distribution
Cette espèce se rencontre en Afrique du Sud et au Lesotho.

## Description
La femelle holotype mesure 4,5 mm.

## Systématique et taxinomie
Cette espèce a été décrite sous le protonyme Cybaeus invalidus par Simon en 1898. Elle est placée dans le genre Chresiona par Lehtinen en 1967.

## Publication originale
- Simon, 1898 : « Descriptions d'arachnides nouveaux des familles des Agelenidae, Pisauridae, Lycosidae et Oxyopidae. » Annales de la Société entomologique de Belgique, vol. 42, p. 1-34 (texte intégral).